# Don't Bother to Knock
Don't Bother to Knock (br Almas Desesperadas; pt Os Meus Lábios Queimam) é um filme estadunidense de 1952, do gênero suspense, estrelando Richard Widmark e Marilyn Monroe, dirigido por Roy Ward Baker.
O roteiro foi escrito por Daniel Taradash, baseado no romance Mischief (Mau Comportamento) de Charlotte Armstrong, publicado em 1951.
Marilyn participa como uma perturbada babá cuidando de uma criança no mesmo hotel de Nova York onde um piloto, interpretado por Widmark, está hospedado. Seu comportamento estranho faz com que ele perceba cada vez mais que ela é a última pessoa a quem os pais deveriam ter confiado sua filha.

## Enredo
Lyn Lesley (Anne Bancroft), a cantora de bar do Hotel McKinley em Nova York, se pergunta se o piloto de avião Jed Towers (Richard Widmark) vai aparecer. Ela havia terminado seu relacionamento de seis meses com ele com uma carta. Quando Jed se registra no hotel, ela explica que não vê futuro com ele porque ele não tem um coração compreensivo.
Enquanto isso, o ascensorista Eddie (Elisha Cook Jr.) apresenta sua tímida sobrinha, Nell Forbes (Marilyn Monroe), aos hóspedes Peter e Ruth Jones (Jim Backus e Lurene Tuttle) como uma babá para sua filha Bunny (Donna Corcoran). Os Jones descem para um evento que está sendo realizado na salão de banquetes do hotel. Depois que a criança é colocada na cama, Nell prova a lingerie de renda, as jóias, o perfume e o batom de Ruth. Vendo Nell de seu quarto, que fica logo em frente, Jed liga para ela, mas ela não está interessada. Quando Eddie vai verificar como Nell está, ele fica horrorizado ao encontrá-la usando as coisas de Ruth e manda que ela as tire. Eddie diz que ela pode ter esses luxos, encontrando outro namorado para substituir aquele que foi morto. Depois que Eddie sai, Nell convida Jed a vir ao apartamento.
Nell mente para manter Jed acreditando que ela mesma é uma hóspede. Ela se assusta quando Jed revela que é piloto. Ela confessa que seu namorado Philip morreu enquanto pilotava um avião para o Havaí. Bunny surge e desmascara a farsa de Nell. Furiosa, Nell sacode a criança e manda que ela volte para a cama. Jed conforta a chorosa Bunny  e deixa-a ficar. Quando Bunny olha pela janela aberta, no entanto, parece que Nell está ameaçando empurrá-la para fora. Embora Jed afaste a menina da janela, o incidente é testemunhado pela residente de longa data do hotel Emma Ballew (Verna Felton).
Nell acompanha a menina até a cama e, em seguida, acusa Bunny de espioná-la e implica que algo poderia acontecer com seu brinquedo favorito, se ela causar mais algum problema. Jed decide buscar o perdão de Lyn, mas Nell implora para que ele não vá embora. Enquanto ele está rechaçando um beijo dela, Jed vê cicatrizes em seus pulsos. Nell confessa que depois que Philip morreu, ela tentou se matar com uma navalha.
Quando Eddie vai verificar Nell, após seu turno terminar, Nell faz Jed se esconder no banheiro. Eddie fica irado que Nell ainda está usando as coisas de Ruth. Ele ordena que ela troque de roupa, e então remove seu batom esfregando sua boca com força. Isso enfurece Nell, que acusa Eddie de ser repressivo como os pais dela. Então, quando ele suspeita que há alguém no banheiro, ela bate-lhe na cabeça com um objeto pesado. Enquanto Jed socorre Eddie, Nell vai até o quarto de Bunny.
Uma desconfiada Emma Ballew (acompanhada do cético marido), bate na porta. Temendo por seu emprego, Eddie convence Jed a se esconder atrás da porta, enquanto ele desliza para dentro do armário. Jed entra de fininho no quarto de Bunny. No escuro, ele não percebe que a menina está agora amarrada e amordaçada. Quando os Ballew o veem sair pela porta do quarto adjacente, eles presumem que Jed havia invadido o quarto e estava mantendo Nell presa. Eles alertam o detetive do hotel. Nell, que agora está tão delirante que acredita que Jed é Philip, tranca Eddie no armário e vai para o quarto de Bunny.
No bar, Jed conta a Lyn sobre Nell. Lyn fica surpresa por sua preocupação. De repente, percebendo que Bunny estava na cama errada, Jed sobe de volta correndo. Ruth Jones chega primeiro e grita quando ela entra no quarto de Bunny. Bunny é encontrada e solta. As duas mulheres lutam. Jed puxa Nell, mas ela escapa na confusão quando o detetive do hotel chega.
Eddie admite que Nell houvera passado os últimos três anos em uma instituição para doentes mentais após sua tentativa de suicídio. No hall de entrada, Nell rouba algumas lâminas de barbear. Quando ela é cercada, ela ameaça usar uma. Lyn tenta acalmá-la. Então Jed convence-a a dar-lhe a lâmina. Nell é levada pela polícia. Vendo que Jed tem empatia afinal, Lyn se reconcilia com ele.

## Elenco
- Richard Widmark como Jed Towers
- Marilyn Monroe como Nell Forbes
- Anne Bancroft  como Lyn Lesley
- Donna Corcoran como Bunny Jones
- Jeanne Cagney como Rochelle
- Lurene Tuttle como Ruth Jones
- Elisha Cook Jr. como Eddie Forbes
- Jim Backus como Peter Jones
- Verna Felton como Sra. Ballew
- Willis Bouchey como Joe o Barman (creditado como Willis B. Bouchey)
- Don Beddoe como Sr. Ballew